# Josefina Ayerza
Josefina Ayerza (Buenos Aires, 1950) es una escritora, crítica de arte, y psicoanalista argentina, que vive y trabaja en la ciudad de Nueva York.
En la década de 1970 se mudó a París, y luego se instaló en Nueva York, donde se estableció en la práctica privada. J. Ayerza es miembro de la WAP - Asociación Mundial de Psicoanálisis.
En 1990, fundó su propia revista, llamada Lacanian Ink, lo que da especial relevancia a la filosofía en el diálogo con el arte, ambos marcados por las características de la época actual. Sus artículos ha sido publicados en Artforum, Flash Art, Lacanian Ink, L'Ane and Du.
En 1997, Josefina Ayerza creó el sitio Lacan dot com. Sus archivos contienen trabajo académico y videos de Jacques Lacan, Slavoj Žižek, Alain Badiou, Jacques-Alain Miller así como una amplia bibliografía de los artistas contemporáneos que viven.
En 1999, inició una serie de eventos culturales en Nueva York con filósofos internacionales, en: The Drawing Center, The New Museum of Contemporary Art, Galería Deitch, y en la Galería Tilton.

## Algunas publicaciones
- josefina Ayerza. 2011. Lacanian Ink 37. Editor Wooster Press, The, ISBN 1-888301-89-9

- -------------------, anna Baranowa. 2004. Rosemarie Trockel. Editor Galeria Sztuki Współczesnej Bunkier Sztuki

- -------------------. 2002. Voyeurism. Volumen 20 de Lacanian ink. Editor Lacanian Ink, 123 pp. ISBN 1-888301-09-0